# I᷆
Cette page contient des caractères spéciaux ou non latins. S’ils s’affichent mal (▯, ?, etc.), consultez la page d’aide Unicode.
I᷆, appelé I macron-grave, est un graphème utilisé dans l’écriture du bassa et bete-bendi.
Il s'agit de la lettre I diacritée d'un macron-grave.

## Représentations informatiques
Le I macron-grave peut être représenté avec les caractères Unicode suivants :
- décomposé (latin de base, diacritiques)[1],[2] :

| formes    | représentations | chaînes de caractères | points de code | descriptions                                       |
| --------- | --------------- | --------------------- | -------------- | -------------------------------------------------- |
| capitale  | I᷆               | I◌᷆                    | U+0049 U+1DC6  | lettre majuscule latine i diacritique macron-grave |
| minuscule | i᷆               | i◌᷆                    | U+0069 U+1DC6  | lettre minuscule latine i diacritique macron-grave |